# Porto Rico aux Jeux olympiques d'hiver de 1984
L'équipe olympique de Porto Rico a participé aux Jeux olympiques d'hiver de 1984 à Sarajevo en Yougoslavie. Elle prit part aux Jeux olympiques d'hiver pour la première fois de son histoire et son équipe formée d'un seul athlète ne remporta pas de médaille.